# سوق السويق
سوق السويق أو السويج أو الديرة هو من أشهر أسواق مدينة الهفوف بمحافظة الأحساء بالمملكة العربية السعودية.

## الموقع
يقع سوق السويق في حي الرفعة بالأحساء شرق السعودية حيث يُعد من أكبر الأسواق في منطقة الأحساء.

## خصائص السوق
تُعد منطقة السويق بشوارعها وسككها الضيقة متخصصة بعرض جميع مستلزمات النساء من العباءات وحتى آخر المستجدات من المنتجات النسائية المختلفة، ويعتبر يضًا من أفضل الأسواق التجارية على مستوى الأحساء لتعدد تخصصاته ولقربه من عدد من الأسواق الأخرى كسوق القيصرية، ويتميز بوجود فندق قريب منه هو فندق بونيس كما توجد وحدات سكنية مفروشة راقية.
يوجد بسوق السويق سبعة أقسام، يُباع بكل قسم نوع مختلف من المنتجات، وتلك الأقسام السبعة للسوق هي:
1. سوق الذهب (أو سوق الصاغة)[2]
2. سوق الإكسسوارات النسائية
3. سوق الملابس النسائية
4. سوق الملابس الرجالية (ويسمى عمارة السبيعي)[2]
5. سوق الإلكترونيات
6. سوق محلات الأطفال (ويسمى الشارع بشارع الباحوث)[2]
7. سوق الأدوات المنزلية

وفي عام 2013 نُقِلت بائعات سوق النساء بالهفوف إلى مقر آخر للسوق تم تخصيصه وسط سوق السويق على مسافة إجمالية تصل إلى 15 ألف كيلو متر مربع حيث يشمل حوالي 122 محلًا.

## موقف السوق
في عام 2015 قام أمين أمانة الأحساء بمبادرة تطويرية عقد خلالها توقيع عقد شراكة استثمارية بين الأمانة وشركة مواقف لإدارة المواقف، وذلك لإدارة عدة مواقف كان في أولها موقف شارع السويق.